# Universidad de Abai
La Universidad de Abai es uno de los principales institutos de Asia Central. Está situado en el corazón de la ciudad de Almatý, Kazajistán. En 2003 la universidad tenía una inscripción récord de más de 23.000 estudiantes, en su mayoría procedentes de Kazajistán y otros países de Asia Central.
Fue el primer instituto de enseñanza superior de Kazajistán, que fue nombrada Universidad Estatal de Kazajistán, el 1 de septiembre de 1928. Tenía una facultad única  pedagógica con tres divisiones:
- Física-matemática
- Estudios naturales
- Estudios lingüísticos